# ساسونيك (آراغاتسوتن)
مدينة ساسونيك (بالإنجليزية: Sasunik) هي إحدى المدن التابعة لمقاطعة آراغاتسوتن في أرمينيا. يقدر عدد سكانها بـ 4102 نسمة حسب الإحصاء الذي جرى عام 2011.
تأسست كمزرعة جماعية في عام 1955، وتم إعادة توطين القرويين من قرية ساسونيك القديمة في عام 1960.